# Médecine du voyage

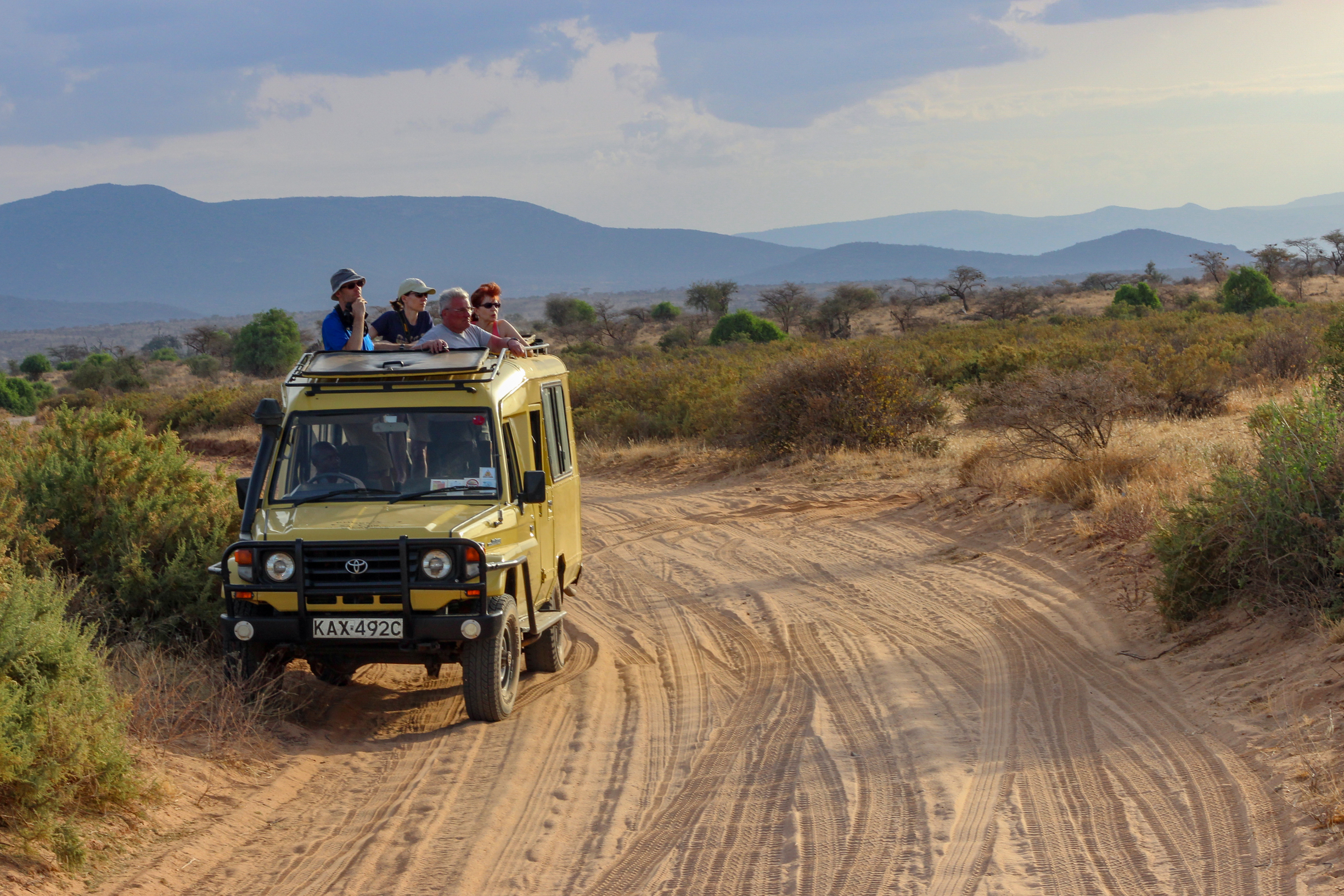
Kenya, Safari

La médecine du voyage ou la médecine des voyages est une branche de la médecine qui s’occupe de la prévention et de la gestion des problèmes de santé des voyageurs internationaux (ce peut être des voyages d’affaires, des touristes, des migrants…). Ce domaine combine des données épidémiologiques, des éléments de pathologie infectieuse et tropicale, d'accidentologie... et de conseils et prise en charge avant, pendant et après le voyage (centres de vaccinations et de consultations de médecine du voyage).
La plupart des pays développés ont des sociétés de médecine du voyage, et fixent régulièrement des recommandations nationales actualisées pour leurs ressortissants en voyage à l'étranger. D'autres pays adoptent les recommandations internationales faites par l'OMS, faute d'être en capacité d'élaborer leurs propres recommandations.

## Origine
La médecine du voyage est apparue en tant que discipline médicale formelle à la fin des années 1980, en raison de l'importance accrue des mouvements internationaux de voyageurs, de l'industrie mondiale du voyage (tourisme, d'affaires...) et de migrations dans les deux sens, sud-nord et nord-sud. Cet accroissement est en partie lié à la fin de la guerre froide et à l'effondrement de l'URSS
La première conférence internationale de médecine des voyages se tient à Zurich en 1988 , et lors de la deuxième conférence en 1991, la  Société internationale de médecine des voyages est fondée à Atlanta. En France, la Société de médecine des voyages est créée en 1994.

## Contexte
Dans les années 2000, l'Organisation mondiale du tourisme (OMT) estime le nombre de voyageurs internationaux à 700 millions par an. En 2012, le milliard de voyageurs est dépassé, avec une croissance annuelle de 4 à 5 %. À titre de comparaison, le nombre de voyageurs internationaux était estimé à 25 millions en 1950.
On estime à environ 80 millions le nombre de voyageurs internationaux qui se déplacent chaque année dans des pays à risques (zone tropicale ou pays en développement).
Selon des projections de l'OMT, le nombre annuel de voyageurs internationaux pourrait atteindre les 1,8 milliard en 2030. L'Europe est toujours la destination la plus fréquentée avec près de 600 millions d'entrées en 2015. Toutefois, il existe une forte croissance des voyages en pays émergents comme l'Asie, l'Afrique, l'Amérique latine et le Moyen-Orient.
Parmi les destinations autres que l'Europe occidentale et l'Amérique du Nord, quatre pays se distinguent : Chine, Turquie, Mexique et Russie, cet ensemble totalisant près de 160 millions d'entrées en 2015.
La France est l'un des pays les plus visités du monde (73 millions d'entrées en 2000). Une vingtaine de millions de Français vont à l'étranger chaque année, dont 4 à 5 millions dans des pays à risques. 2 millions de français vivent à l'étranger, notamment en pays tropical.
L'industrie du voyage est un pôle économique de la mondialisation, en emploi direct elle représente directement 11 % de l'emploi mondial, et elle génère 500 millions d'emplois indirects pour près de 500 milliards de dollars de recettes annuelles.
Dès lors, la mondialisation facilite la propagation et le risque des maladies. Elle augmente le nombre de voyageurs qui seront exposés à un environnement de santé différent dont des maladies infectieuses émergentes, par exemple : la pandémie de Covid-19.

## Rôles et objectifs
Les médecins du voyage ont de multiples rôles :
- informer les voyageurs des risques qu'ils encourent en allant dans un pays avec des dangers sanitaires ;
- les préparer à tous les changements possibles : décalage horaire, mal de transport, etc.
- proposer des mesures de prévention contre toutes les maladies possibles : vaccin contre des maladies tropicales, moustiquaire contre les moustiques, etc.
- prendre en charge les voyageurs en cas de troubles pathologiques.

Les médecins du voyage peuvent être amenés à prendre en charge des patients dans des lieux particuliers : comme les milieux extrêmes ou en milieu sauvage (de pleine nature). Par exemple, ils peuvent exercer leur métier en haute altitude, en expédition, en croisière, etc.
Les médecins du voyage ont plusieurs objectifs. Pour eux il est très important que les voyageurs rentrent avec de bons souvenirs. Il est également important de s'adapter aux voyageurs (professionnels, touristes, migrants…) et à tous les types de voyages mais aussi de tenir compte des voyageurs particuliers (pèlerins, personnes âgées, sportifs…).

## Risques du voyageur
La part des voyageurs se plaignant d'un problème de santé, quel qu'il soit, est de l'ordre de 60 %, avec des écarts de 15 à 78 % selon les études.

### Fréquents
Les principales causes de consultation au cours ou retour de voyages sont les troubles digestifs, les dermatoses et les troubles ORL ou respiratoires.
Le problème le plus fréquent est la turista ou diarrhée du voyageur qui touche près de 40 % des voyageurs.
Les dermatoses représentent 20 % des consultations, elles sont le plus souvent infectieuses (pyodermite), parasitaire (larva migrans) ou d'origine environnementale (piqûre ou morsure d'arthropode, envenimation, coup de soleil, blessure superficielle accidentelle...).

### Rares mais plus graves
La fréquence des troubles graves peut s'apprécier par le taux de rapatriement ou celui de mortalité. Les troubles les plus fréquents sont des risques cosmopolites ou « non exotiques » largement sous-estimés par le public. Les principales causes de rapatriement sont les maladies cardiovasculaires, les causes traumatologiques (accidents de la circulation et du sport), et les troubles psychiatriques.
Globalement, la mortalité des voyageurs est évaluée à 1 sur 100 000, due en grande partie (plus des deux tiers) à des accidents ou des maladies cardiovasculaires. Elle est de 1 sur 10 000 pour les personnes impliquées dans des opérations humanitaires.
Les maladies infectieuses tropicales, souvent médiatisées et redoutées par les voyageurs sont relativement rares. Elles comptent pour environ 2,8 à 4 % des décès en voyage.
Le risque de paludisme est de 0,5 à 3 % par mois d'exposition en Afrique subsaharienne, il est mille fois plus faible en Asie et Amérique tropicale. Le risque de typhoïde ou de méningite épidémique est de l'ordre de 1 sur cent mille, celui d'encéphalite japonaise ou de choléra de l'ordre de 1 sur un million.
Selon le réseau international de surveillance GeoSentinel, les maladies infectieuses potentiellement mortelles sont définies par une mortalité de plus de 5 % en l'absence de traitement. Les plus fréquemment diagnostiquées en retour de voyage en zone tropicale durant la période 1996-2011 sont dans l'ordre décroissant : le paludisme à Plasmodium falciparum, les fièvres typhoïde et paratyphoïde, la leptospirose, les rickettsioses du groupe boutonneux, la dengue.
Ces fréquences font l'objet d'une mise à jour permanente en fonction des différentes régions du monde, pour évaluer les risques. Plusieurs sites internet nationaux et internationaux fournissent ces informations de manière fiables et actualisées (voir liens externes).

### Risques particuliers
La rapidité des transports internationaux et leur facilité d'accès expliquent la diversité des voyageurs. Chaque type de voyageur a des risques et des besoins particuliers. Par exemple, :
- Le touriste de plus en plus souvent âgé, ou atteint de maladie chronique (diabétique, cardiaque, infection au VIH...). 15 à 30 % des voyageurs occidentaux ont plus de 60 ans.
- Le jeune routard en aventure, avec peu de moyens de prévention.
- L'homme d'affaires, qui ne veut surtout pas être handicapé par un problème de santé.
- Le passionné de sport extrême ou de pleine nature (alpinisme, plongée sous-marine...).
- les enfants et les femmes enceintes.
- les touristes médicaux qui vont se faire soigner à l'étranger.
- les pèlerins, comme ceux de La Mecque.
- les migrants et réfugiés.

## Voyages aériens
Dans les avions de ligne, la pression atmosphérique correspond à une altitude de 1500 à 2450 m, soit diminuée de 15 à 35 % par rapport à celle au niveau de la mer. Les variations de pression entrainent une dilatation des gaz à la montée et leur compression à la descente. Ces variations peuvent entrainer un inconfort digestif (ballonnement) et des barotraumatismes surtout chez l'enfant.
La relative sécheresse de l'air peut induire des sensations ORL désagréables, et chez les porteurs de lentilles une conjonctivite.
Chez les sujets prédisposés, notamment pour les voyages de plus de 6 heures, il existe un risque plus élevé de thrombose veineuse des membres inférieurs.
Pour les voyages transméridiens, à partir d'un décalage horaire supérieur à 3 heures, une mauvaise tolérance peut se manifester par un syndrome du décalage horaire.
En 2015, il n'existe pas de système obligatoire d'enregistrement des urgences médicales survenant en vol. La fréquence de ces évènements serait de 1 tous les 604 vols, ce qui serait probablement sous-estimé par non-report des incidents bénins. Les urgences signalées les plus notables sont les traumatismes liés aux turbulences, la syncope (37 % des urgences signalées), des troubles respiratoires (12 %), le syndrome coronorien aigu (8 %), la crise d'épilepsie (6 %), l'urgence psychiatrique (3,5 %, dont l'agitation posant des problèmes de sécurité), l'AVC (2 %) et l'arrêt cardiaque (0,3 %).
La peur de prendre l'avion ou la peur en avion est l'aviophobie, qui peut être liée à la sensation d'enfermement dans un espace confiné, soumis à des bruits et vibrations, avec impossibilité d'agir en cas de problème.

## Voyages maritimes
En 2008, 13 millions de passagers ont voyagé en navire de croisière qui peuvent naviguer sur toutes les mers. Dans les années 2010, ce type de navire peut emporter plus de 3 000 passagers et plus de 1000 membres d'équipage. Une croisière dure en moyenne une semaine, mais peut aller de quelques heures à plusieurs mois.
Le règlement sanitaire international impose des normes sanitaires applicables à la construction et l'exploitation des navires, ainsi que des normes à respecter et des conduites à tenir pour la surveillance des maladies à bord des navires et dans les ports (salubrité de l'eau et des aliments, lutte contre les vecteurs de maladie (insectes, rats...). Selon une convention de l'Organisation internationale du travail, un médecin par navire est nécessaire pour les vaisseaux de plus de 100 membres d'équipage pour des voyages internationaux de trois jours ou plus.
L'âge moyen d'un passager de croisière est de 45-50 ans, les personnes âgées représentant près d'un tiers des passagers. Les urgences médicales à bord sont pour la plupart le fait de passagers âgés de plus de 65 ans. Les problèmes de santé les plus fréquents sont les infections respiratoires, les traumatismes, le mal de mer et les intoxications alimentaires.
La rapidité des navires modernes d'un port à l'autre multiplie le risque de maladies infectieuses, par application variable des règles sanitaires. Ce risque est aggravé par le milieu semi-clos et surpeuplé d'un navire de croisière. Depuis les années 1970, plus de 100 épidémies survenues en croisière ont été recensées par l'OMS dans les années 2000.
Les épidémies les plus fréquentes sont les gastro-entérites par contamination de l'eau, défaut d'hygiène des aliments... Elles sont principalement représentées par les épidémies de norovirus. En 1988, plus de 80 % des 841 passagers d'un navire de croisière ont été touchés. Les épidémies respiratoires sont la grippe (les membres d'équipage peuvent faire office de réservoir en transmettant l'infection d'une croisière à l'autre), et la légionellose souvent liée aux bains tourbillons à bord du navire.
D'autres épidémies signalées sont celles de rougeole, de rubéole, de varicelle... Les grandes compagnies maritimes peuvent exiger de leurs équipages d'être vaccinés contre la varicelle et la rubéole.
Les évènements non épidémiques les plus fréquents sont d'ordre cardiovasculaire (sujet âgé), cause la plus fréquente de mortalité en navire de croisière. Par ailleurs, les passagers peuvent souffrir de mal de mer, surtout sur les navires de petit tonnage. Les traumatismes et les urgences dentaires (comme l'abcès dentaire) sont souvent rapportés.

## Prévention et soins
Avant de voyager vers un pays possédant des risques de maladies infectieuses, il est conseillé au voyageur de se renseigner auprès d’un médecin du voyage afin de se faire vacciner. Vous pouvez aussi vous renseigner sur des sites gérés par des médecins du voyage pour savoir savoir s'il est prudent de partir dans le pays souhaité selon vos antécédents médicaux, âge... Mais il existe aussi des maladies pour lesquelles les vaccins correspondants n'existent pas. Dans ce cas, il y a d'autres solutions pour éviter la maladie.
Par exemple, la prévention de la dengue consiste à prévenir ou à réduire l'exposition aux moustiques grâce à des moustiquaires et à des répulsifs adaptés.
Les médecins qui y participent ont tous bénéficié de formation spécifique dans ce domaine ou bien ils possèdent une connaissance pratique des pathologies tropicales.